# Presa (Piedimonte Etneo)
Presa is een plaats (frazione) in de Italiaanse gemeente Piedimonte Etneo.